# Devario sondhii
Devario sondhii är en fiskart som först beskrevs av Hora och Mukerji, 1934.  Devario sondhii ingår i släktet Devario och familjen karpfiskar. IUCN kategoriserar arten globalt som otillräckligt studerad. Inga underarter finns listade i Catalogue of Life.